# Zöld Lajos
Zöld Lajos (Gyergyószárhegy, 1932. december 22. – Csíkszereda, 2014. november 14.) erdélyi magyar újságíró, közíró, közösségszervező, a gyergyószárhegyi festő tábor vezetője (1974-1994).

## Életútja, munkássága
Középiskolai tanulmányait a gyergyószentmiklósi gimnáziumban folytatta (1943–1951), a Bolyai Tudományegyetem Történelem–Filozófia Karán szerzett oklevelet 1955-ben. Pályafutását újságíróként kezdte, 1955-1957 között az Előre országos napilap szerkesztője, majd az Ifjúmunkás szerkesztőbizottsági tagja (1957–1966), később pedig a Hargita (1968–1989) és Hargita Népe (1992–2003) újságírója, mindkét lap szerkesztőbizottsági tagja. Külső munkatársként riportokkal, interjúkkal, publicisztikával jelentkezett az Utunk, Korunk, Látó, Romániai Magyar Szó hasábjain.
Társszerkesztője volt az 1973-ban kiadott Hargita megye útikönyve (Csíkszereda, 1973) című kötetnek.
1974-ben Márton Árpáddal és Gaál Andrással közösen hozta létre és húsz éven át igazgatta a gyergyószárhegyi Barátság Képzőművészeti Alkotótábort. Házigazdája volt a Szárhegyi Kriterion Írótáboroknak (1980, 1990, 2000), s ugyancsak Szárhegyen kezdeményezte és megszervezte a Szépteremtő Kaláka népművészeti tábort, amelynek 1985-ig volt igazgatója. Nevéhez fűződik a gyergyószárhegyi Lázár-kastély több épületének restaurálása, a Kapubástya, a Lovagterem és részben az Asszonyok Háza helyreállítása.
„Mindennek mindenese volt. Egyházi hatóságoknál kilincselt a romos kastély átengedéséért, építőanyagért szaladgált, ha kellett, meszet kavart és épületanyagot hordott, harcolt a hatalom nagyuraival és helyi kiskirályaival” – írta róla Dávid Gyula 1992-ben laudációjában.
A képzőművészeti tábor húszéves évfordulóján (1995) lemondott a tábor igazgatásáról, azóta magánvállalkozó, de neki köszönhető, hogy az évenként megrendezett tábor terméseként gazdag képzőművészeti és néprajzi gyűjteménynek ad helyet a Lázár-kastély.
Az alkotótábor létrejöttének, kiteljesedésének történetét A víz szalad, a kő marad… (A gyergyószárhegyi Barátság Képzőművészeti Alkotótábor 25 éve. 1974–1999. Gyergyószárhegy, 1999) című személyes hangvételű monográfiájában írta meg. „Ez a monografikus igénnyel készült memoár egyfajta fogódzót kíván adni a szárhegyi alkotótábor által képviselt minőség meghatározásában; s erre szükség is volt, hiszen az elismert szakmai színvonalú, most már negyedszázadosnál is nagyobb múlttal rendelkező alkotótábor jelentősége (szakmai közmegegyezés szintjén is) egyre inkább növekedik. Az amúgy is eklektikus erdélyi képzőművészet, az egymástól eltérő, néha éppen összeférhetetlennek tűnő, valójában egymást pompásan kiegészítő nézetek és szempontok összképe e tábor által vált az európai vagy egyetemes szellemi kalandok, életérzések és stílusirányzatok jegyében rugalmassá és nyitottá a különböző origójú hatások befogadására” (Szatmári László).
Újabb memoárja Kölcsönkért élet, kamatra címmel 2003-ban, a szárhegyi Kriterion-írótáborok dokumentumanyagából Dávid Gyulával együtt sajtó alá rendezett kötete (Szekértábor a Szármány hegyén) 2008-ban jelent meg.

## Díjak, elismerések
Értékes munkásságát számos díjjal jutalmazták: 1992-ben megkapta az EMKE Szolnay Sándor-díját; 2000-ben Kriterion-koszorúval, 2003 nyarán pedig Hargita Megyéért-díjjal tüntették ki. 2004 augusztus 20-án a magyar kulturális miniszter Wlassics Gyula-díjat adományozott Zöld Lajos nyugalmazott újságírónak, a gyergyószárhegyi művésztelep megálmodójának és megvalósítójának.